# Castellar de la Frontera
Castellar de la Frontera è un comune spagnolo di 2 874 abitanti nella Comarca del Campo de Gibraltar, in provincia di Cadice, nella comunità autonoma dell'Andalusia.

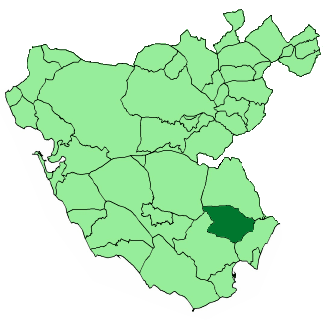
Mappa del comune nella provincia

## Estensione e Popolazione
La superficie del comune di Castellar de la Frontera è di 179 km², con densità di 16,1 ab./km². 
Le sue coordinate geografiche sono 36° 19' N, 5° 27' O. La località è situata a 47 metri di altezza ed a 153 kilometri dal capoluogo di provincia, Cadice.

## Patrimonio storico-culturale
- Castello di Castellar: architettura militare nasride (XII - XV secolo). Dichiarato Monumento Nazionale nel 1963, si trova lungo la Ruta del Toro.
- Alcázar - Palazzo del Marchese di Moscoso.
- Convento barocco dell'Almoraima (XVII secolo)
- Chiesa del Divino Salvador (XVII secolo)